# Rachunek kosztów zmiennych
Rachunek kosztów zmiennych – narzędzie służące do zarządzania kosztami w przedsiębiorstwie w oparciu o podział kosztów na koszty stałe i koszty zmienne:
- koszty stałe – koszty, których poziom nie ulega zmianie w ramach pewnego przedziału istotności niezależnie od poziomu aktywności danej jednostki gospodarczej (przykład: koszty wynajmu hali produkcyjnej),
- koszty zmienne – koszty, których poziom zmienia się proporcjonalnie do zmian wielkości określonego czynnika (np. rozmiaru produkcji, przykład: koszty materiałów zużywanych do produkcji).

Rachunek kosztów zmiennych stanowi alternatywę dla rachunku kosztów pełnych. W odróżnieniu do rachunku kosztów pełnych, w rachunku kosztów zmiennych do wyceny produktów brane są pod uwagę wyłącznie zmienne koszty produkcyjne. To sprawia, że rachunek kosztów zmiennych może być wykorzystywany wyłącznie dla wewnętrznych celów zarządzania kosztami w przedsiębiorstwie (nie może być wykorzystywany dla celów zewnętrznej sprawozdawczości finansowej).
Koszty całkowite przedsiębiorstwa (Kc) w rachunku kosztów zmiennych mają charakter funkcji liniowej, która przyjmuje postać:
{\displaystyle Kc=ax+b,}
gdzie:
- {\displaystyle a} – zmienny koszt wytworzenia jednostki wyrobu,
- {\displaystyle x} – rozmiary produkcji w danym okresie,
- {\displaystyle b} – suma kosztów stałych przedsiębiorstwa dla danego okresu.

Rachunek kosztów zmiennych zapoczątkował nową erę w rozwoju systemu rachunku kosztów i wyników. Przyjmuje się, że pierwsze przedsiębiorstwa zaczęły wykorzystywać rachunek kosztów zmiennych (direct costing) na początku XX wieku. Pierwszy opis rachunku kosztów zmiennych pojawił się w 1936 r. w artykule J.N. Harrisa.